# Las Tres Tullpas
Las Tres Tullpas es un área geográfica peruana conformada por tres montañas que crean un trifinio que separa a las regiones de Áncash, Huánuco y La Libertad, y que tiene un importante matiz mitológico en la población quechua del lugar.

## Descripción
El trifinio corresponde a tres puntos extremos de los mencionados departamentos, siendo el río Marañón el que forma un ligero valle en su interior. Los puntos departamentales que se topan son los distritos de Qiches (Áncash), Huacrachuco (Huánuco) y Chilia (La Libertad), siendo este último el que más cercano tiene su capital de distrito al trifinio, y nombra también como Tres Tullpas a la montaña que le corresponde a su departamento.

## Mitología
Los pueblos quechuas traídos al lugar desde las conquistas incaicas de las naciones indígenas de la ribera del Marañón dieron una visión mitológica a la finalización de dichos conflictos para justificar su ocupación y lo materializaron en Las Tres Tullpas a la que describen como «los tres testigos mudos e inmortales» que vieron la firma de un tratado de paz temporal de «gigantes sedientos de venganza» en referencia a los nativos subyugados por el Tahuantinsuyo.